# Giuseppe Tatarella
Giuseppe (Pinuccio) Tatarella (ur. 17 września 1935 w Cerignoli, zm. 8 lutego 1999 w Turynie) – włoski polityk, prawnik i dziennikarz, długoletni deputowany, w latach 1994–1995 wicepremier i minister.

## Życiorys
Z wykształcenia prawnik i dziennikarz. Wykonywał zawód adwokata, był też publicystą i redaktorem naczelnym czasopism. Długoletni działacz postfaszystowskiego Włoskiego Ruchu Społecznego, a w latach 90. współtwórca powołanego na jego bazie Sojuszu Narodowego. Był radnym miejscowości Noicàttaro, Canosa i Noci, a także asesorem ds. kultury w Bari.
W 1979 został wybrany do Izby Deputowanych, w której od tego czasu zasiadał nieprzerwanie do czasu swojej śmierci w 1999 jako poseł VIII, IX, X, XI, XII i XIII kadencji. Od czasu IX kadencji przewodniczył frakcji parlamentarnej swojego ugrupowania. W 1989 przez kilka miesięcy zasiadał w Parlamencie Europejskim. W latach 1994–1995 sprawował urząd wicepremiera oraz ministra poczty i łączności w rządzie Silvia Berlusconiego, pierwszym po II wojnie światowej gabinecie z udziałem środowisk postfaszystowskich.